# Tekkeköy, Kumru
Tekkeköy là một xã thuộc huyện Kumru, tỉnh Ordu, Thổ Nhĩ Kỳ. Dân số thời điểm năm 2010 là 239 người.